# Вовк Наталія Юхимівна
Наталія Юхимівна Вовк (13 жовтня 1886, Скопці — 16 жовтня 1970, Київ) — українська радянська килимарниця; член Спілки радянських художників України з 1944 року. Майстер народного митецтва УРСР з 1936 року.

## Біографія
Народилася 1 [13] жовтня 1896 року в селі Скопцях Переяславського повіту Полтавської губернії Російської імперії (тепер село Веселинівка Броварського району Київської області, Україна). З 1912 року навчалась у Скопівській навчально-показовій килимарній майстерні (викладач Євгенія Прибильська).
Протягом 1912—1935 років працювала у рідному селі; у 1935—1957 роках викладала у художньо-експериментальних майстернях на території Києво-Печерської лаври. Виховала низку килимарниць. Померла в Києві 16 жовтня 1970 року.

## Творчість
Працювала в галузі декоративного мистецтва (художнє ткацтво). Ткала гладенькі килими, «кілкові» рушники з червоними візерунками. Однією з перших взяла участь у створенні тематичних килимів за ескізами художників-пофесіоналів. Серед робіт гобелени:
- «Володимир Ленін» (1935, ескіз Івана Падалки, разом з Марією Щур і Ганною Сависько);
- «Климент Ворошилов і Семен Будьонний приймають парад Червоного козацтва» (1936, ескіз Дмитра Шавикіна, у співавторстві);
- «Збір яблук» (1935, у співавторстві з Ф. Ф. Іванець, за картиною Михайла Дерегуса);
- «Ленін і Дніпрогес» (1936, ескіз Івана Падалки, у співавторстві);
- «Піонери» (1938);
- «Тарас Шевченко» (1938);
- «300-річчя возз'єднання України з Росією» (1954).

Брала участь у художніх виставках українського народного мистецтва у Києві, Москві та Ленінграді з 1936 року, зарубіжних з 1938 року.
Твори зберігаються в Національному музеї українського народного декоративного мистецтва, Національному музеї Тараса Шевченка, Національному музеї у Львові.